# Vlakotramvaj Segedín–Hódmezővásárhely
Vlakotramvaj Segedín–Hódmezővásárhely (maďarsky Szeged–Hódmezővásárhely vasútvillamos) je dopravní systém vlakotramvaje, který od roku 2021 spojuje maďarská města Segedín a Hódmezővásárhely v župě Csongrád-Csanád. Vlakotramvaj provozuje železniční dopravce MÁV Személyszállítási

## Popis
Linka vlakotramvaje je provozována v celkové délce 31,6 km, přičemž propojuje železniční stanice ve městech Segedín a Hódmezővásárhely. Začíná na jihu Segedína u hlavního vlakového nádraží a vede po tramvajových tratích přes centrum města k železniční stanici Szeged-Rókus. U ní se odpojuje z tramvajové smyčky a pokračuje podél železniční stanice samostatnou kolejí, která se za nádražím napojuje na železniční trať č. 135 ze Segedína do Békéscsaby. Vlakotramvajová linka je dále vedena meziměstským úsekem po této železniční trati s mezilehlou zastávkou v obci Algyő. Na jižním okraji města Hódmezővásárhely se ve stanici Hódmezővásárhelyi Népkert odděluje od železnice a pokračuje dále ve formě tramvaje ulicemi přes centrum města k železniční stanici Hódmezővásárhely, kde je v přednádražním prostoru kuse ukončena.
Vlakotramvaj provozuje maďarský železniční dopravce MÁV Személyszállítási na příkaz Ministerstva výstavby a dopravy (ÉKM). Maďarské státní dráhy, respektive MÁV Személyszállítási, jsou jako provozovatel dráhy odpovědné za údržbu železniční tratě v meziměstském úseku a ve městě Hódmezővásárhely, zatímco městský dopravní podnik Szegedi Közlekedési Társaság (SZKT) odpovídá za údržbu tramvajových tratí v Segedíně.

## Trasa
Hranice zón na lince:
- zóna A: Szeged vasútállomás – Rókus vasútállomás
- zóna B: Rókus vasútállomás – Hódmezővásárhelyi Népkert vasútállomás
- zóna C: Hódmezővásárhelyi Népkert vasútállomás – Hódmezővásárhely vasútállomás

| Obec             | Stanice / Zastávka        | Jízdní doba [min] | Možnosti přestupu |
| ---------------- | ------------------------- | ----------------- | --- |
| Segedín          | Szeged                    | 0                 | tramvaje (1A, 2); autobusy MHD (20, 21, 77, 90); InterCity, rychlíky a osobní vlaky (MÁV Személyszállítási)                                                                        |
| Segedín          | Galamb utca ↓             | 1                 | tramvaje (1A, 2); místní autobusy (MÁV Személyszállítási) |
| Segedín          | Bem utca ↑                | /                 | tramvaje (1A, 2) |
| Segedín          | Bécsi körút               | 2                 | tramvaje (1A, 2) |
| Segedín          | Aradi vértanúk tere       | 4                 | tramvaje (1A, 2); trolejbusy (8, 10); autobusy MHD (20, 24, 74, 74A, 74Y); místní autobusy (MÁV Személyszállítási)                                                                 |
| Segedín          | Somogyi utca              | 5                 | tramvaje (1A, 2) |
| Segedín          | Széchenyi tér             | 7                 | tramvaje (1A, 2); trolejbusy (5, 6, 9, 19); autobusy MHD (32, 60, 60Y, 67, 67Y, 70, 71, 71A, 72, 72A)                                                                              |
| Segedín          | Anna-kút                  | 9                 | tramvaje (1A, 2, 3, 3F, 4); trolejbusy (8, 10); autobusy MHD (20, 24) |
| Segedín          | Rókusi templom            | 11                | tramvaje (1A, 2); autobusy MHD (70, 71, 72, 72A, 79H) |
| Segedín          | Tavasz utca               | 12                | tramvaje (1A, 2); autobusy MHD (7F, 64, 67, 67Y, 71, 72, 72A, 75, 78, 78A, 79H) |
| Segedín          | Damjanich utca            | 13                | tramvaje (1A, 2); autobusy MHD (7F, 64, 67, 67Y, 71, 72, 72A, 75, 78, 78A, 79H) |
| Segedín          | Vásárhelyi Pál utca       | 15                | tramvaje (1A, 2); autobusy MHD (7F, 64, 67, 67Y, 71, 72, 72A, 75, 78, 78A, 79H, 90, 90F)                                                                                           |
| Segedín          | Pulz utca                 | 16                | tramvaje (1A) |
| Segedín          | Rókus vasútállomás        | 17                | tramvaje (1A); autobusy MHD (7F, 64, 67, 67Y, 71, 72, 72A, 75, 78, 78A, 79H, 90H); dálkové autobusy; místní autobusy (MÁV Személyszállítási); osobní vlaky (MÁV Személyszállítási) |
| Algyő            | Algyő                     | 31                | — |
| Hódmezővásárhely | Hódmezővásárhelyi Népkert | 40                | dálkové autobusy; místní autobusy (MÁV Személyszállítási); osobní vlaky (MÁV Személyszállítási)                                                                                    |
| Hódmezővásárhely | Strandfürdő               | 43                | místní autobusy (MÁV Személyszállítási) |
| Hódmezővásárhely | Hősök tere                | 45                | dálkové autobusy; místní autobusy (MÁV Személyszállítási) |
| Hódmezővásárhely | Kossuth tér               | 47                | místní autobusy (MÁV Személyszállítási) |
| Hódmezővásárhely | Kálvin János tér          | 49                | místní autobusy (MÁV Személyszállítási) |
| Hódmezővásárhely | Hódmezővásárhely          | 51                | místní autobusy (MÁV Személyszállítási); osobní vlaky (MÁV Személyszállítási) |

## Vozový park
Na trati je provozováno 12 vozidel MÁV řady 406 z rodiny Stadler CityLink, které mezi roky 2020 a 2021 vyrobila firma Stadler Rail Valencia.